# Lasioglossum urenae
Lasioglossum urenae är en biart som beskrevs av Gregory B. Pauly 2001. Lasioglossum urenae ingår i släktet smalbin, och familjen vägbin. Inga underarter finns listade i Catalogue of Life.